# GRB 080913
GRB 080913(Gamma-Ray Burst 2008 - 09 - 13)은 지구로부터 약 128억 광년 떨어진 감마선 폭발이다.